# Liste von Straßennamen in Liberec
Diese Liste enthält Straßennamen in Liberec im nördlichen Tschechien in tschechischer und deutscher Sprache.

## Innenstadt

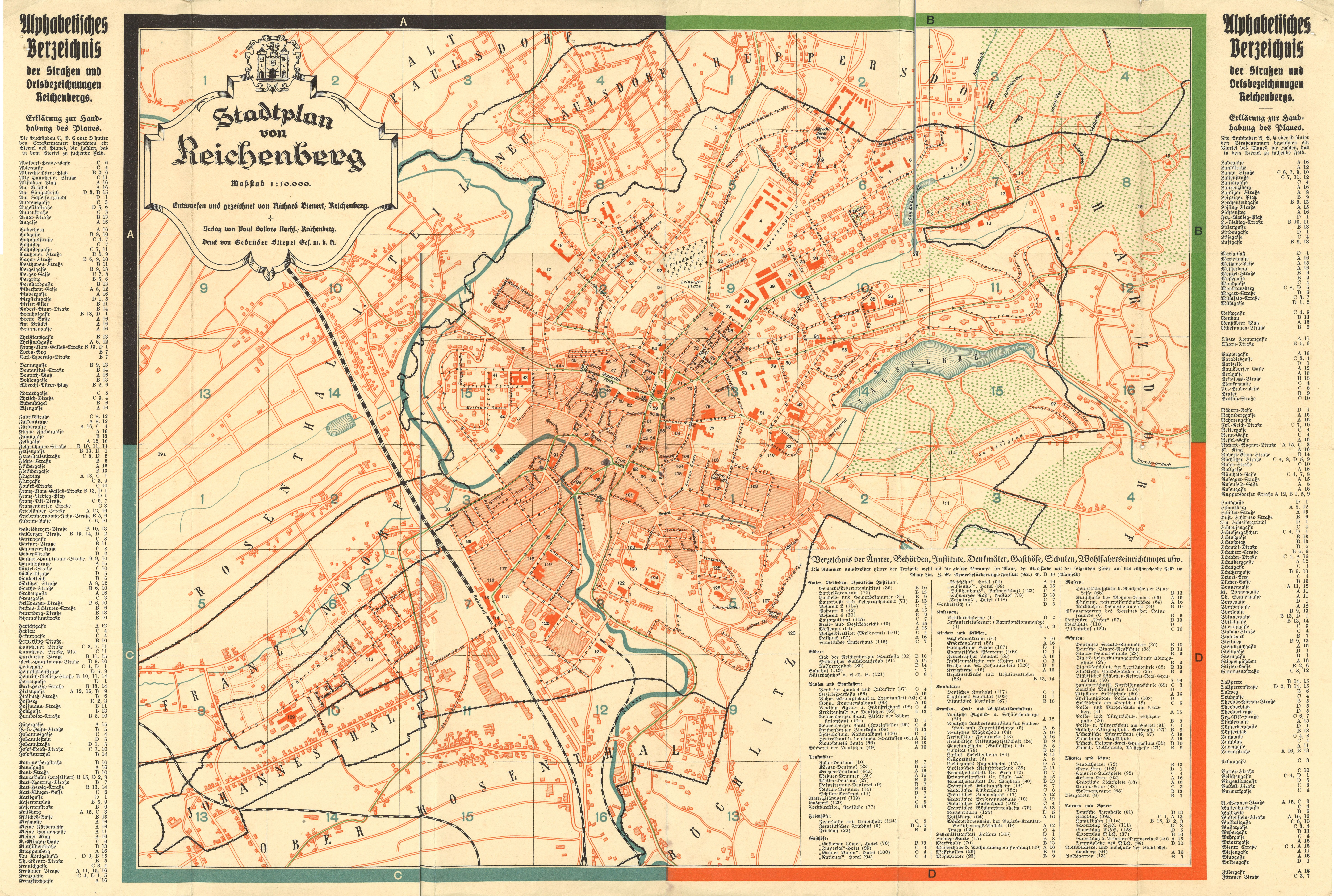
Stadtplan von Reichenberg 1930

Angegeben sind die heutigen tschechischen Straßennamen und die historischen deutschen Bezeichnungen von 1932. Die Liste ist für die historische Innenstadt im Wesentlichen vollständig. Eventuelle Ergänzungen für die äußeren Stadtteile bitte unter einem gesonderten Abschnitt.
1
- 1. máje	Bahnhofstraße

5
- 5. kvĕtna	Schützenstraße

8
- 8. března	Herrengasse

A
- Anenská	Annenstraße
- Arbesova	Arndtstraße

B
- Baarova	Gabelsbergerstraße
- Barvířká	Färbergasse
- Baltská
- Bažanti	Fasangasse
- Bednářská	Bindergasse
- Bendlova	Kammerbergstraße
- Bernardova	Bernhardgasse
- Blahoslavova	Demantiusstraße
- Blažkova	Laufergasse (existiert nicht mehr)
- Božích bojovníků	Adolf–Würfel–Straße
- Boženy Němcove	Karlsgasse
- Brněnská	Schillerstraße
- Budovcova	Bibersteingasse
- Budyšínská	Bautzener Straße

Č
- Čížkova	Kantstraße

C
- Chelčického	Felgenhauerstraße
- Chrastavská	Kratzauer Straße

D
- Děvinská	Gasometerstraße
- Dělostřelecká	Leuteltstraße
- Divišova	Ilgenstraße
- Dr. M. Horákové	Röchlitzer Straße
- Durychova	Kasernenstraße
- Dvořákova	Grillparzerstraße

E
- Emy Destinové	Franz–Kell–Straße

F
- Felberova	Schlossgasse
- Fialková	Veilchengasse
- Fibichova	Beethovenstraße
- Františkovská	Franzendorfer Straße
- Frydlantská	Friedländer Strass
- Fučíkova	Robert–Blum–Straße
- Fügnerova	Stadenstraße

G
- gen. Píky	Gustav–Schirmer–Straße
- Gorkého	Goethestraße
- Gutenbergova	Gutenbergstraße

H
- Hálkova 	Gymnasiumstraße
- Hanychovská	Hanichener Straße
- Hejdukova	H.-Tille-Straße
- Heliova	Lichtensteg
- Horova	Cordaweg
- Horská	Isergebirge Straße
- Hraniční	Grenzgasse
- Hrazená	Plankengasse
- Humpolecká	Spinnergasse
- Husova tř.	Heinrich–Liebieg–Straße

J
- Jablonecká	Gablonzer Straße
- Janáčkova	Menzelstraße
- Jánská	Johannesgasse (existiert nicht mehr)
- Jaselská	Theodor–Körner–Straße
- Javorová
- Jesseniova
- Jestřábí	Habichtgasse
- Jezdecká	Reitergasse
- Jiskrova	Schubertstraße
- Jungmannova	Am Keilsberg

K
- Kavči	Dohlengasse
- Kladenská	Eduardgasse
- Klášterní	Karl–Herzig–Straße
- Klostermannova	Nibelungenstraße
- Komenského	Franz–Clam–Gallas-Straße
- Kostelní	Kirchgasse
- Kotkova
- Kozinova	Falkenstraße
- Krajinská	Landstraße
- Krátká	Andreasgasse
- Kristiánova	Christiansgasse
- Kryštofova	Christophgasse
- Květinová	Blumengasse

L
- Lazebnický vrch	Baderberg
- Lázeňská	Radgasse
- Lesní	Waldzeile
- .Letců	Stiftergasse
- Liliová	Liliengasse
- .Lipová	Lindengasse
- Lucemburská	Zillergasse
- Lužická	Lausitzer Straße

M
- Malé námĕsti	Kleiner Ring
- Mariánská	Mariengasse
- Masarykova	Bayerstraße
- Matoušova	Ehrlichstraße
- Metelkova	Stanzet Str.
- Mĕsičná	Mondgasse
- Mistrovský vrch	Meisterberg
- Mlýnska	Mühlgasse
- Mojmírova
- Moskevská	Wiener Straße
- Mozartova	Mozartstraße
- Mrštíkova	Gartengasse
- Mydlářská	Seifengasse
- Myslivecká	Jägergasse

N
- Na bídĕ	Sorgegasse
- Na humnech	Flurgass
- Náchodská	Tuchgasse
- Na kopečku	Bergelgasse
- Na ladech	Ladegasse
- nám Českých bratří	Franz–Liebieg–Platz
- nám. Dr. E. Beneše	Altstädter Platz
- nám. F X Saldy	Gablonzer Platz
- Na okruhu	Bergring
- Na palouku
- Na Perstýné	Birgsteingasse
- Na pláni	Heidegasse
- Na přikopě	Grabengasse
- Na rejdišti	Renngasse
- Na rybníčku	Teichgasse
- Na schůdkách	Stiegengasse
- Na svahu	Rollgasse
- Na zápraží	Vorwerkgasse
- Nerudovo nám.	Töpferplatz
- Nitranská	Bergergasse

O
- Oblačná	Wolkengasse
- Okružní
- Oldřichova	Andreasgasse
- Ondřičkova	Kammerbergstraße
- Orlí	Adlergasse
- Ostřižová	Sperbergasse

P
- Palachova	Klotildenstraße
- Papírová	Papiergasse
- Pastýřská	Hirtengasse
- Pavlovická	Paulsdorfer Gasse
- Pelhřimovská	Rahmengasse
- Perlová	Perlgasse
- Poutnická	Kreuzgasse
- Pražská	Schückerstraße
- Praboštská	Kleine Färbergasse
- Prokopa Holého	Friedrich-Ludwig-Jahn-Straße
- Přemyslova	Ebner-Eschenbach-Straße
- Puchmajerova	Meißnergasse
- Purkyňova	Hlasiwetzstraße

R
- Rajská	Paradiesgasse
- Rámovy vršek	Rahmberggasse
- Resslova	Resselgasse
- Revoluční	Hablau
- Riegrova	Bayerstraße
- Rokycanova	Schubertstraße
- Rumjancevova	Lerchenfeldgasse
- Rumunská	Bräuhofgasse
- Ruprechtická	Ruppersdorfer Straße
- Ruská	Russenstraße
- Růžová	Rosengasse
- Rybářská	Fischergasse

Ř
- Řeznická	Fleischergasse

S
- Sadová	Parkzeile
- Slavíčkova	Kranichgasse
- Slovanské údoli	Karl-Czoernig-Straße
- Sokolská	Friedländer Straße
- Sokolská	Turnerstraße
- Sokolske nám.	Neustädter Platz
- Soukenné nám.	Tuchplatz
- Stará Sokolská	Alte Turnerstraße
- Studenská	Camillo-Horn-Straße
- Studničká	Brunnengasse
- Svojsíkova	Theodor-Körner-Straße

Š
- Šafařikova	Richard-Wagner-Straße
- Šamánkova	Messegasse
- Široká	Breite Gasse
- Školni vršek	Schulberggasse
- Škroupova	Humboldt-Straße
- Štefánikovo nám.	Kasernenplatz
- Švédská	Hafnergasse
- Švermova

T
- Tatranská	Römheld-Gasse
- Terronská	Ohornstraße
- Tkalcovská	Webergasse
- Tovaryšský vrch	Knappenberg
- TruhIářská	Tischlergasse
- Třzní nám.	Leipziger Platz
- Tyršova	Felsengasse

U
- U Besedy	Schulgasse
- Údolni	Talweg
- U jezu	Wehrgasse
- U křížového kostela	Kreuzkirchgasse
- U krematoria	Feuerhallenstraße
- U lomu	Steinbruchgasse
- U náspu	Dämmgasse
- U Nisy	Neißegasse
- U novostavby	Neubau
- U obchodní komory	Bielaugasse
- U opatrovny	Kinderheimstraße
- U sirotčince	Waisenhausgasse
- U soudu	Gerichtsstraße
- U stoky	Kanalgasse
- U tiskámy	Rederngasse
- U vody	Wassergasse
- U zbrojnice
- U zoologické zahrady	Gerhardtweg

V
- Valdštejnská	Wallenstein–Straße
- Vaňurova	Mühlfeldstraße
- Vavřincův vrch	Laurenziberg
- Větrná	Windgasse
- Vítězná	Gerhart-Hauptmann-Straße
- Vodňanská
- Voroněžská	Sperlgasse
- Vrabči	Weidengasse
- Vrbova	Hamerlingstraße
- V úvoze	Hohlgasse
- Vydrova
- Vzdušná	Luftgasse

W
- Winterova

Z
- Zadní	Steilweg
- Zámecké nám.	Schlossplatz
- Zámečnicka	Schlossergasse
- Zborovská	Fichtestraße
- Zeyerova	Feldgasse
- Zhořelecká	Görlitzer Straße
- Zengerova	Wolkengasse

Ž
- Železná	Eisengasse
- Žitavská	Zittauer Straße
- Žižkovo nám.	Albrecht-Dürer-Platz